# Чанту
Чанту́ (кит. упр. 昌图, пиньинь Chāngtú) — уезд городского округа Телин провинции Ляонин (КНР).

## История
Название происходит от когда-то кочевавшего здесь монгольского рода Чантуэркэ; в 1806 году первые два слога официально стали названием местности. В 1877 году здесь была образована управа, которой подчинялись одна область и три уезда.
После Синьхайской революции в результате реформы структуры административного деления управы были упразднены, и в 1913 году на территории, ранее находившейся под непосредственным управлением Чантуской управы, был образован уезд Чанту провинции Фэнтянь (которая в 1929 году была переименована в Ляонин).
После образования в 1932 марионеточного государства Маньчжоу-го уезд оказался в составе провинции Фэнтянь, с 1941 года — в составе провинции Сыпин; по окончании Второй мировой войны уезд был разделён на уезды Чанту и Чанбэй, которые вошли в состав провинции Ляобэй. В 1949 году провинция Ляобэй была расформирована, и оба уезда оказались в составе новосозданной провинции Ляоси. В 1954 году провинция Ляоси была расформирована, и два уезда были воссоединены, войдя в состав воссозданной провинции Ляонин.

## География
В уезде Чанту происходит слияние рек Силяохэ и Дунляохэ, в результате чего образуется река Ляохэ.

## Административное деление
Уезд Чанту делится на 33 посёлка.

## Соседние административные единицы
Уезд Чанту на юго-востоке граничит с городским уездом Кайюань, на севере — с провинцией Гирин, на западе — с территорией города субпровинциального значения Шэньян.